# يوم الحائر
يوم الحائر ويعرف أيضاً بيوم الحائر ويقال له أيضاً يوم حائر ملهم وهو أحد أيام العرب قبل الإسلام، وكان بين قبيلة بني ثعلبة من بني يربوع من تميم وبين بكر بن وائل أهل ملهم، وانتصر فيه بني ثعلبة من بني يربوع وقتلوا زُعماء بكر بن وائل عمرو بن صابرٍ اليشكري، والمُثلم بن عبيدٍ اليشكري، وحمران بن عبد الله البكري، وأحرقوا زروعهم وقطعوا نخيلهم.

## سابقة
خرج أبو مليل وعلقمة إبني مليل بن عبد الله بن الحارث بن عاصم بن عبيد بن ثعلبة بن يربوع بن حنظلة بن مالك بن زيد مناة بن تميم بن مر يطلبان إبلاً لهما، حتى وردوا ملهماً من أرض اليمامة وكان أهلها بنو يشكر بن بكر بن وائل، فخرج عليهما اليشكريين وحاربوهما، فقتلوا علقمة بن مليل وأسروا أخاه أبو مليل، فصار عندهم ما شاء الله ثم خلوا سبيله، وأخذو عليه عهداً أن لا يُخبر أحداً من قومه بالخبر، فأتى أبو مليل قومه، فسألوه عن أمره وعن أخيه، فلم يخبرهم بشيء، فقال وبرة بن حمزة اليربوعي هذا رجل قد أخذ عليه عهد وميثاق، فخرجوا يقصون أثارهما وكانوا بقيادة شهاب بن عبد القيس اليربوعي التميمي وهو جد عتيبة بن الحارث التميمي وعُتَيبة يومها غلام صغير وكان مع جده، وأخذ بنو يربوع بقص الأثار حتى وصلوا إلى ملهم من بلاد بكر بن وائل.

## المعركة
فلما رأهم بنو يشكر تحصنوا في حصونهم في ملهم، وكرهوا القتال، فحرق فرسان بني يربوع زروعهم، وقطعوا نخيلهم، فلما رأى أهل ملهم ذلك ساءهم، ونزلوا إلى بني يربوع وحاربوهم، وأقتتل الطرفين، فأنهزم بنو يشكر البكريين، وأسر بني يربوع سيد بني يشكر عمرو بن صابر اليشكري فقتلوه صبراً، وحمل عُتَيبة بن الحارث بن شهاب وهو يومها غلام صغير على المُثَلم بن عبيد بن عمرو اليشكري وقتله، وقتل مالك بن نويرة حمران ابن عبد الله البكري، وقال في ذلك مالك بن نويرة:
قال أبو عبيد البكري في معجم ما استعجم: «مُلهَم بفتح أوّله، وإسكان ثانيه، وفتح الهاء: حصن بأرض اليمامة، لبنى غبر من بني يشكر بن بكر بن وائل وهناك أوقع بهم بنو ثعلبة اليربوعيّون، فقتلوهم أذرع قتل، وذلك لقتل بني غبر رجلا منهم،ويوم ملهم أوّل يوم ظهر فيه عتيبة بن الحارث ابن شهاب التميمي».